# Pavel Goubarev
Pour les articles homonymes, voir Goubarev.
 (mars 2022).
Si vous disposez d'ouvrages ou d'articles de référence ou si vous connaissez des sites web de qualité traitant du thème abordé ici, merci de compléter l'article en donnant les références utiles à sa vérifiabilité et en les liant à la section « Notes et références ».
Pavel Yourievitch Goubarev (en russe : Па́вел Ю́рьевич Гу́барев), né le 10 mars 1983 à Severodonetsk, dans l'oblast de Vorochilovgrad (république socialiste soviétique d'Ukraine, en URSS) est un homme politique ukrainien russophone.
Idéologue principal du parti de la Nouvelle Russie et de la république populaire de Donetsk (RPD), il est gouverneur de la RPD de mars à novembre 2014 et maire de Yassynouvata depuis 2016.

## Biographie
Il poursuit ses études secondaires à l'école no 4 de Severodonetsk, dans l'oblast de Vorochilovgrad, puis ses études d'histoire à la faculté d'histoire de l'université de Donetsk. Il devient ensuite publicitaire, puis fonde avec d'autres une agence d'événementiel « Morozko » auprès d'enfants et une agence de publicité « Patison ». Parallèlement il prépare un diplôme d'économie à l'université de Kharkiv qu'il obtient en 2009. Il est marié avec Ekaterina Goubareva et père de trois enfants. Il pratique la boxe en amateur.

## Activités politiques
Goubarev se définit comme nationaliste russe, panslaviste avec une vision du nationalisme fondé « non pas sur l'ethnie, mais sur l'esprit et l'universel ». Il déclare lui-même : « mon point de vue, on peut le qualifier à juste titre de patriotisme national avec une inclination vers le centre-gauche. » Au début des années 2000, il adhère à l'Unité nationale russe, organisation fondée par Alexandre Barkachov. Selon Goubarev : « j'étais jeune et chaud, mais je n'étais pas national-radical. » Ensuite, il s'inscrit au Parti socialiste progressiste d'Ukraine. Il est élu sous cette étiquette comme conseiller régional aux élections de Donetsk pour le raïon de Kouïbychev de la ville.
En 2006, il dirige l'organisation Le Choix européen (« Европейский выбор »). En 2006-2007, il est élu au conseil du raïon de Kouïbychev (de Donetsk) et dirige la fraction du parti de Nataliya Vitrenko, l'« Opposition populaire ». En 2006, à 23 ans, il fait partie des mouvements de protestations à Théodosie (Crimée) contre le débarquement des forces de l'OTAN pour des exercices dans la région.
En 2010, Goubarev est choisi comme candidat à la députation au sein du parti « Ukraine forte ».

### Guerre russo-ukrainienne

#### Guerre du Donbass
Après le début de la guerre russo-ukrainienne, il dirige un mouvement intitulé « Rébellion populaire du Donbass ». 
Le 1er mars 2014, au cours d'une manifestation citoyenne, organisée par les russophones de Donetsk, il est choisi à main levée pour être le « gouverneur populaire » de l'oblast de Donetsk. Ses partisans s'étaient emparés des bâtiments administratifs de la ville. Certains bâtiments sont repris par les représentants de l'autorité centrale, puis ils sont repris par les citoyens de Donetsk à nouveau. Ils font flotter le drapeau russe au-dessus des façades, avant qu'il ne soit remplacé. 
Le 3 mars 2014, lorsque Goubarev entre en fonction, il tente d'organiser un référendum sur le statut de l'oblast de Donetsk pour l'avenir.
Le 6 mars 2014, Goubarev est arrêté à son appartement par le Service de sécurité d'Ukraine,. Il est accusé par le parquet général ukrainien d'« atteinte à l'intégrité territoriale » de l'Ukraine.
Il est incarcéré à la suite de la décision du tribunal du raïon de Chevtchenko de Donetsk, dans l'attente de son jugement, devant intervenir deux mois plus tard. La presse russe le qualifie de « prisonnier politique ». De grandes manifestations se tiennent à Donetsk les 8 et 9 mars 2014 pour réclamer sa libération. 
|  |

Le 25 avril 2014, Goubarev entame une grève de la faim en signe de protestation « contre les meurtres de citoyens pacifiques de Slaviansk », alors que les affrontements opposent les soldats ukrainiens envoyés par le gouvernement et la population locale russophone. 
Le 26 avril 2014, le président suisse, Didier Burkhalter, déclare au ministère des Affaires étrangères de Russie qu'une délégation de l'Organisation pour la sécurité et la coopération en Europe va rendre visite en prison à Goubarev au vu de son état de santé.
Le 7 mai 2014, Goubarev, ainsi que l'adjoint au maire de Slaviansk, Igor Perepechaïenko, et Sergueï Zlobine, activiste originaire de l'oblast de Kherson, sont libérés en échange de trois officiers ukrainiens du renseignement, issus du groupe « Alpha » (forces spéciales) : le lieutenant-colonel Rostislav Kiyachko, le major Sergueï Potemski et le capitaine Evgueni Varinski, qui avaient été capturés par les rebelles de Donetsk le 27 avril 2014. 
Le 12 mai 2014, il donne une première interview, dans laquelle il exprime son opposition quant à la volonté des autorités centrales d'éradiquer la langue russe qui n'a pas de statut officiel et indique que le système de l'oligarque Rinat Akhmetov qui tient la région du Donbass par son immense empire industriel doit être entièrement revu. 
Le 22 mai 2014, il participe au congrès du nouveau parti Nouvelle Russie, organisé à Donetsk appelant à une fédération des républiques sécessionnistes de Lougansk et de Donetsk, dans un État fédéral. Ce dernier n'est pas soutenu par la Russie qui opte pour l'option d'une fédéralisation de l'Ukraine, plutôt que de sa partition en deux entités (la Crimée étant un cas à part pour les autorités russes en raison de la présence d'une majorité de population russophone et de la flotte russe, basée dans le port de Sébastopol).
Le 5 juin 2014, Goubarev fait l'objet d'un mandat d'arrêt par les autorités ukrainiennes pour crime envers l'Ukraine. Il fait l'objet, ainsi que son épouse (ministre des Affaires étrangères de la RPD d’avril à août 2014), de sanctions de la part de l'Union européenne (interdiction de visa et gel des avoirs éventuels). 
Il s'exprime à plusieurs reprises sur la nécessité de ne pas idéologiser le conflit (c'est-à-dire de refuser l'attitude dominatrice néo-galicienne de certains groupes d'Ukrainiens de l'Ouest). Celui-ci devrait se régler de manière politique et pacifique, une fois - selon lui - que le pouvoir de Kiev aura reconnu la nécessité de « discuter ». 
Le 4 septembre 2014, Goubarev soutient le plan de paix en cours de discussion, mais appelle à déposer les armes uniquement après avoir consolidé son succès sur le terrain. Il propose aussi d'organiser des référendums dans les différentes régions du sud et du sud-est de l'Ukraine pour dépendre ou non de Kiev ou de la Nouvelle-Russie, seule façon de garantir la paix selon lui.
Le 12 octobre 2014, un premier attentat à l'arme automatique a lieu contre Goubarev, le 19 janvier 2015, une nouvelle tentative d'assassinat le vise à Donetsk,.
Début février 2016, Goubarev est nommé maire du district de Yassynouvata, une entité d’environ 60 000 habitants du Donetsk.
À la suite de l'assassinat d'Alexandre Zakhartchenko, des « élections » sont organisées dans la RPD le 11 novembre 2018 En septembre 2018, Pavel Goubarev se rend à Moscou et obtient la permission d'être candidat au poste de président de la RPD. La candidature de Goubarev déplait cependant à Denis Pouchiline, qui dirige pendant la période de transition la RPD. Le 29 septembre 2018, la femme de Goubarev, Ekaterina, est arrêtée et détenue temporairement, ce qui l’empêche d'assister à la convention du parti Free Donbass et permet qu'elle soit exclue de la liste du parti pour les « élections » du 11 novembre. Après cet incident, Ekaterina Goubareva part à Rostov-sur-le-Don. Début octobre 2018, la commission électorale juge que les signatures de soutien figurant sur la déclaration de candidature de Goubarev ne sont pas valides ; les autorités en Russie utilisent souvent cette méthode pour exclure des candidats.

#### Invasion russe de 2022
Le 11 octobre 2022 dans une interview, Goubarev déclare, : 
« Nous ne venons pas pour vous tuer, mais pour vous convaincre.  Mais si vous ne voulez pas être convaincu, nous vous tuerons. Nous tuerons autant que nous le devrons : 1 million, 5 millions ou vous exterminer tous ».